# Running Up That Hill
Running Up That Hill är en låt av den brittiska sångaren Kate Bush. Den var den första singeln som gavs ut från hennes studioalbum Hounds of Love i augusti 1985. Bush har både komponerat låten och producerat inspelningen. Hon ville egentligen att låten skulle ha titeln "A Deal with God", något inte skivbolaget EMI gick med på då de inte ville riskera en bojkott i kristna länder. EMI ville också hellre ge ut "Cloudbusting" som första singel från Hounds of Love, vilket Bush inte gick med på.
I och med att låten spelades flitigt på MTV fick Bush ett bredare genombrott i USA. Låten finns även medtagen på Kate Bushs första samlingsalbum The Whole Story från 1986.
I juni 2022, 37 år efter sin utgivning, gick låten upp brittiska singellistans första plats efter att den spelats i Netflix-serien Stranger Things. Låten blev samtidigt även etta på Sverigetopplistan och i flera andra länder, en topp 5 hit på Billboard Hot 100 och under en tid den mest digitalt nedladdade och strömmade låten i USA.

## Bakgrund
"Running Up That Hill" skrevs sommaren 1983 som första låt till albumet Hounds of Love. Bush skapade den i sin hemmastudio med en Fairlight samplingssynthesizer och en LinnDrum trummaskin. Tillsammans med ljudtekniker arbetade Bush vidare på låten tills inspelningen av albumet påbörjades i Bush 48-kanalstudio vid hemmet i Welling i november 1983. Texten handlar om en omöjlig önskan för en kvinna och man att byta plats med varandra för att uppnå förståelse. Den ursprungliga titeln var "A Deal With God".

## Musikvideo
Till låten gjordes en musikvideo där Bush genomför en uttrycksfull dans med en manlig partner. Den var ett samarbete med koreografen Dyane Grey. Bush ville göra en video med seriös dans som kontrast till de många musikvideor med mindre seriösa dansinslag. I videon ses Bush och hennes danspartner i japanska hakama kläder och ett antal människor som bär masker föreställande deras ansikten.

## Listplaceringar
| Lista (1985)   | Position               |
| -------------- | ---------------------- |
| Australien     | 6 (Kent Music Report)  |
| Finland        | 13                     |
| Irland         | 4                      |
| Kanada         | 16 (RPM)               |
| Nederländerna  | 6                      |
| Nya Zeeland    | 26                     |
| Schweiz        | 10                     |
| Spanien        | 39                     |
| Storbritannien | 3 (UK Singles Chart)   |
| USA            | 30 (Billboard Hot 100) |
| Västtyskland   | 3                      |
| Österrike      | 21                     |